# 務光
務光，夏末高洁之士，因為相傳曾拒絕商湯禪位投江而死而為中國歷代文人稱頌。
根據《莊子·讓王》的記載，湯伐桀前，曾請務光出謀劃策，但是務光認為這不是他應該做的事，拒絕參與。湯請他推薦其他人，他也拒絕回答。湯建立商朝後，想讓位給務光，務光認為“非其义者，不受其禄；无道之世，不践其土”，不但推辭不受，並且因為覺得羞恥，負石而自沈於廬水。
而根據《韓非子》〈說林上〉則記載：商湯伐桀後擔心天下人說自己貪心，故此把天下讓予務光。惟又怕務光接受，因此又派人向務光說商湯這個行為是想把惡名轉到務光身上，務光因此而投河自盡。